# Jerry Johansson
Karl Bertil Jerry Johansson, född 1 september 1974 i Varberg, är en svensk jazzgitarrist, sitarspelare och kompositör. Han driver sitt eget band i Göteborg och har tidigare medverkat i en del olika musikprojekt, bland annat i bandet Grovjobb. Han är elev till den indiska sitarmästaren Roop Verma.

## Diskografi
- Circles and Changes, Jerry Johansson Octet (Kning Disk, 2009)[2]
- Book of Dreams, Jerry Johansson (Kning Disk, 2009)[3]
- Next Door Conversation, Jerry Johansson (Kning Disk, 2007)[4]
- Jerry Johansson and a String Quartet from Gothenburg Symphony Orchestra (Kning Disk, 2006)[5]
- Dan Fröberg och Jerry Johansson (Rönnells Antikvariat/Håll tjäften, 2004)
- Under Solen Lyser Solen, Grovjobb (Garageland Records, 2002)[6]
- Raga på Svenska, Jerry Johansson (Prova Productions, 2000)[7]
- Vättarnas Fest, Grovjobb (Garageland Records, 2000)[8]
- Landet Leverpastej, Grovjobb (Garageland Records, 1998)[9]